# إليزابيث هاينز
إليزابيث هاينز (بالإنجليزية: Elizabeth Haynes)‏ هي كاتِبة بريطانية، ولدت في 25 يوليو 1971.

## وصلات خارجية
- الموقع الرسمي